# Parafia św. Kazimierza w Radomiu
Parafia św. Kazimierza w Radomiu – parafia rzymskokatolicka usytuowana w Radomiu. w  dekanacie Radom-Zachód, diecezji radomskiej.

## Historia
Placówka duszpasterska powstała w 3 października 1981 roku i została poświęcona świętemu Kazimierzowi. Fundamenty kościoła zostały poświęcone 13 kwietnia 1982 roku przez bp. Edwarda Materskiego. Organizatorem parafii i budowniczym został ks. Adam Socha.
Parafia została erygowana przez bp. Edwarda Materskiego 1 lipca 1982 roku. 12 kwietnia 1986 roku rozpoczęto wykopy pod fundamenty. 6 września 1987 roku kardynał Henryk Gulbinowicz dokonał wmurowania aktu erekcyjnego i kamienia węgielnego z podziemi bazyliki św. Piotra z Watykanu i pobłogosławionego przez Jana Pawła II.
Uroczystej konsekracji dokonał kardynał Józef Glemp 18 września 1994 roku.
Na prośbę biskupa radomskiego Zygmunta Zimowskiego Jan Paweł II poprzez dekret Kongregacji ds. Kultu Bożego i Dyscypliny Sakramentów obdarzył kościół tytułem bazyliki mniejszej. Uroczyste ogłoszone tytułem miało miejsce 21 września 2003 roku w obecności kardynała Henryka Gulbinowicza.
Z tej parafii pochodził ks. biskup Adam Odzimek (biskup pomocniczy diecezji radomskiej).

## Proboszczowie
- 1981–2006 – ks. inf. Adam Socha
- 2006–2021 – ks. prał. dr Grzegorz Senderski[1]
- od 2021[2] – ks. prał. dr Jarosław Wojtkun

## Terytorium
Do parafii należą wierni z Radomia mieszkający przy ulicach: Bytomska, Chłopska, Drewniana (nr. 1–40), Chmielna, Garbarska, Gliniana, Główna, Grottgera, Kacza, Kielecka (do nr. 78), Klonowa, Klonowica, Malinowa, Napierskiego, Natolińska, Opoczyńska, Pamięci Katynia, Planowa, Płocka, Podhalańska, Poprzeczna, Przeskok, Przytycka (nr. 1–51), Racławicka, Rawska, Redutowa, Robotnicza, Skórzana, Szeroka, Śliska, Okulickiego (nr. nieparzyste), Topiel, Wolanowska (nr. 1–32).